# Epizoanthus arenaceus
Epizoanthus arenaceus is een Zoanthideasoort uit de familie van de Epizoanthidae. De wetenschappelijke naam van de soort is voor het eerst geldig gepubliceerd in 1823 door delle Chiaje.